# Сокольническое сельское поселение
Сокольническое се́льское поселе́ние — муниципальное образование в Кувшиновском районе Тверской области Российской Федерации.
Административный центр — посёлок Сокольники.

## Географические данные
Нахождение: юго-западная часть Кувшиновского района.
Граничит:
- на севере — с Могилёвским СП,
- на востоке — с Ранцевским СП,
- на юго-востоке — с Заовражским СП,
- на юге — со Старицким районом, Орешкинское СП,
- на западе — с Селижаровским районом, Большекошинское СП и Березугское СП.

Реки: Осуга (по северной границе), Ворчала, Трясна.
Поселение пересекает железная дорога «Торжок—Соблаго».

## История
В середине XIX-начале XX века большинство деревень поселения относились к Тысяцкой волости Новоторжского уезда Тверской губернии.
После ликвидации губерний территория поселения входила в Каменский район (в 1929—1935 — Западной области, с 1935 года — Калининской области), Торжокский район (1963—1965), с 1965 года — в Кувшиновский район.
Образовано в 2005 году, включило в себя территорию Сокольнического сельского округа.
Законом Тверской области от 17 декабря 2015 года № 119-ЗО, были преобразованы, путём их объединения, Сокольническое, Васильковское и Ранцевское сельские поселения — в Сокольническое сельское поселение.

## Население
| \| 2005 \| 2008 \| 2010[4] \| 2011[5] \| 2012[6] \| 2013[7] \| 2014[8] \| \| ------- \| -------- \| -------- \| -------- \| -------- \| -------- \| ------- \| \| 700 \| ↘604 \| ↘530 \| ↘525 \| ↘509 \| ↘504 \| ↘499 \| \| 2015[9] \| 2016[10] \| 2017[11] \| 2018[12] \| 2019[13] \| 2020[14] \| 2021[2] \| \| ↘483 \| ↘472 \| ↗1303 \| ↘1287 \| ↘1267 \| ↘1265 \| ↘881 \| 250 500 750 1000 1250 1500 2011 2016 2021 |      |       |       |       |       |      |
| 2005 | 2008 | 2010  | 2011  | 2012  | 2013  | 2014 |
| 700 | ↘604 | ↘530  | ↘525  | ↘509  | ↘504  | ↘499 |
| 2015 | 2016 | 2017  | 2018  | 2019  | 2020  | 2021 |
| ↘483 | ↘472 | ↗1303 | ↘1287 | ↘1267 | ↘1265 | ↘881 |

## Состав сельского поселения
| №  | Населённый пункт | Тип населённого пункта          | Население |
| -- | ---------------- | ------------------------------- | --------- |
| 1  | Брылево          | деревня                         | ↘24       |
| 2  | Брылево          | посёлок                         | →15       |
| 3  | Васильково       | деревня                         | ↘145      |
| 4  | Высокое          | деревня                         | ↘71       |
| 5  | Дубовицы         | деревня                         | →0        |
| 6  | Дядино           | деревня                         | ↘52       |
| 7  | Заломаиха        | деревня                         | ↘0        |
| 8  | Киселево         | деревня                         | ↗44       |
| 9  | Корчелово        | деревня                         | ↘0        |
| 10 | Лещилово         | деревня                         | ↘1        |
| 11 | Лужки            | деревня                         | ↘0        |
| 12 | Майский          | хутор                           | ↘1        |
| 13 | Ново-Ранцево     | посёлок                         | ↘1        |
| 14 | Павловка         | деревня                         | →0        |
| 15 | Пролетарка       | хутор                           | ↗1        |
| 16 | Ранцево          | железнодорожная станция         | ↘95       |
| 17 | Ранцево          | посёлок                         | ↘451      |
| 18 | Рюхово           | деревня                         | →0        |
| 19 | Свобода          | хутор                           | →0        |
| 20 | Сокольники       | посёлок, административный центр | ↘490      |
| 21 | Сорокино         | деревня                         | ↘0        |

## Экономика
Заготовка и переработка древесины.